# Іфрикія
35° пн. ш. 7° сх. д. / 35° пн. ш. 7° сх. д.
Іфрикія (араб. إفريقية Ifrīqya) — арабська назва середньовічної області в Північній Африці, яка приблизно відповідала римській провінції Африка. Ця територія охоплює сьогочасний Туніс, захід Лівії (Триполітанію) та схід Алжиру (східний Магриб). Першою столицею Іфрикії було місто Кайруан, з 921 року цю функцію виконували Махдія, а з 1230 року — Туніс.

## Передумови
В 429 році племена вандалів і аланів перетнули Гібралтарську протоку і до 439 року захопили територію римської провінції «Африка», створивши на її місці власне варварське Африканське королівство зі столицею в Карфагені.
В 533 році, за часів імператора Юстиніана, візантійський полководець Велізарій захопив Карфаген, розбив королівство вандалів і аланів та підпорядкував ці території Візантії. До арабського завоювання територію візантійського Африканського екзархату населяли християни, євреї та язичницькі берберські племена.

## Заснування арабської Іфрикії в складі халіфату

Римська провінція Африка (виділена червоним).

Протягом 666—674 років арабське військо на чолі з Укбою ібн Нафі захопило південні області сучасного Тунісу. У 670 році Укба ібн Нафі заснував у південному Тунісі місто Кайруан, яке мало слугувати арабам базою для подальших походів проти візантійців, невдовзі після чого Укбу було призначено валі (намісником) Іфрикії. В 681—683 роках Укба з боями дійшов до Атлантичного океану на території сучасного Марокко і оголосив, що західний похід і завоювання Африки закінчене. Проте на зворотному шляху до Кайруана, в битві біля Вескери (сучасна Біскра) в 683 році загін арабів на чолі з Укбою зазнав поразки від берберських племен на чолі з візантійським воєначальником Кусейлою (Цецилієм), а сам валі Іфрикії загинув. Поразка і загибель Укби ібн Нафі привели до тимчасової втрати арабами завойованих територій.
692 року арабське військо на чолі з Гасаном ібн-Нуманом розпочало новий похід проти Африканського екзархату. Гасан завдав поразки візантійцям, сплюндрувавши околиці Карфагена, а відтак розбив берберів, що прийшли на допомогу візантійським залогам. У 695 р. Гасан захопив Карфаген, але не зміг його втримати і невдовзі місто відвоювали візантійці. У 698 р. Гасан ібн-Нуман на чолі сорокатисячного війська арабів завдав нищівної поразки візантійцям і вдруге захопив Карфаген. Остерігаючись нового контр-удару зі сторони візантійців, араби вирішили повністю зруйнувати місто. Стіни Карфагену були знесені, акведуки, що підводили до нього воду зруйновані, а морська гавань засипана. Того ж року, внаслідок руйнувань у Карфагені, Гасан ібн-Нуман переніс свою ставку до його передмістя — Тунету, перейменованого на Туніс.
На місці візантійського екзархату Африка було створено провінцію Іфрікія (від перекрученої латинської назви «Африка») зі столицею в новому арабському місті Кайруан. Після цих перемог Гасан вирушив до Дамаску і передав халіфу Абд аль-Маліка велику здобич, здобуту в походах. Гасану було надано незалежний від Єгипту статус валі Іфрикії, проте зайняти цю посаду йому не вдалось.
Новим валі (намісником) Іфрикії став у 698 році Муса ібн-Нусайр, що отримав цю посаду за протекції валі Єгипта Абд аль-Азіза (брата халіфа). На відміну від своїх попередників, Муса не намагався насильно провести арабизацію берберських племен, а зумів укласти з шейхами останніх союзи. Завдяки цьому була здійснена успішна поступова ісламізація берберів Північної Африки. Після цього отримав повноцінний статус валі, незалежного від валі Єгипту.

## Отримання незалежності

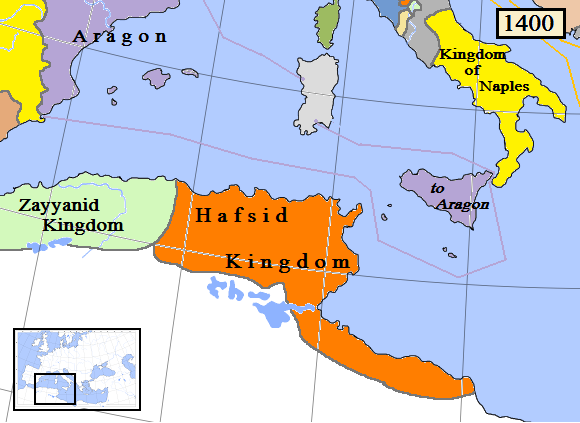
Територія хафсідського султанату біля 1400 року

У 800 році намісники Аббасидського халіфату в Іфрикії заснували династію Аглабідів, що стала правити Іфрикією як незалежним сунітським еміратом під сюзеренітетом багдадських Аббасидів. Під кінець IX ст. владу в Іфрикії захопили ісмаїліти, які розірвали відносини з суннітами аббасидами і 5 січня 910 року оголосили про заснування нового Фатімідського халіфату на чолі з халіфом Абдаллахом аль-Махді. В 921 році Фатіміди перенесли столицю свого халіфату до міста Махдія на середземноморському узбережжі. У 969 році Фатіміди завоювали Єгипет, на території якого заснували нове місто — Каїр. В 973 році фатімідський халіф аль-Муїзз оголосив Каїр своєю новою столицею і перевів до нього власну адміністрацію.

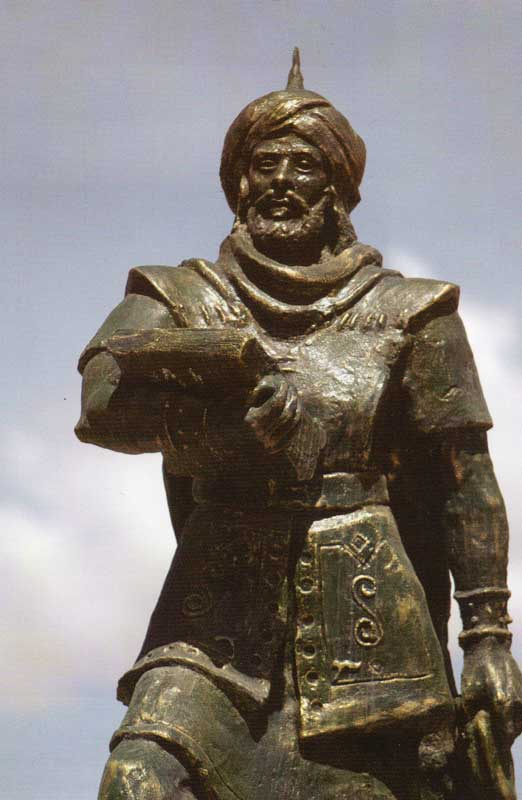
Пам'ятник Укбі ібн Нафі в Алжирі

Після переїзду Фатімідів до Каїру, вони залишили управляти Іфрикією своїх намісників Зірідів. В 1048 році іфрикійські зіріди зреклись шиїзму і оголосили про свою незалежність від каїрських Фатімідів. У відповідь Фатіміди спровокували набіг на Іфрикію арабських бедуїнських кочових племен з Аравійського півострову — Бану-Хіляль і Бану-Сулайм. Бедуїни розгромили Зірідів у 1052 році в битві при Хайдарані, спустошили посіви і знищили сільськогосподарську інфраструктуру країни своїми набігами, захопили та зруйнували колишню столицю — Кайруан.
У 1135 році флот норманського Сицилійського королівства захопив острів Джерба, а у 1148 році сицилійський флот на чолі з Георгієм Антіохійським окупував головні портові міста Іфрикії — Махдію, Сус, Сфакс і Туніс.
З 1152 року територія Іфрикії була підкорена берберською династією Альмохадів, які розбили Зірідів і відбили Махдію, інші портові міста країни та острів Джерба у нормандців у 1160 році.
З 1230 року в Іфрикії правили колишні намісники Альмохадів Хафсіди, які перенесли столицю до Тунісу.
З 1534 по 1573 рік Туніс декілька разів по черзі захоплювали війська Османської імперії (або берберських піратів, що діяли під її протекторатом) та європейські війська на чолі з Габзбургами, але після завоювання Туніса в 1574 році османським флотом на чолі з капудан-пашою Улуч Алі-реїсом, яке поклало край династії Хафсідів та іспанській присутності в Тунісі, Іфрикія остаточно була підкорена Османською імперією, а на її території було створено османський Еялет (пашалик) Туніс, що існував до 1705 року.

### Хроніки
- Ibn Abd al-Hakam, English trans. by C.C. Torrey, 1901, «The Mohammedan Conquest of Egypt and North Africa», Historical and Critical Contributions to Biblical Science, pp.277-330. online [Архівовано 8 липня 2014 у Wayback Machine.]; French trans. in De la Salle Histoire des Berbères et des dynasties musulmanes de l'Afrique Septentrionale, 1852, v.1, App. 1 [Архівовано 9 липня 2014 у Wayback Machine.] (pp.301-308)

- al-Nuwayri, French trans. in De La Salle, Histoire des Berbères et des dynasties musulmanes de l'Afrique Septentrionale, 1852, v.1, App. 2 [Архівовано 9 липня 2014 у Wayback Machine.] (pp.314-444) (From 647 raid through end of Aghlabids) and 1854, v. 2 App.1 [Архівовано 9 липня 2014 у Wayback Machine.] (pp.483-89) (for Zirids). Italian transl. in M. Amari (1851) Nuova raccolta di scritture e documenti intorno alla dominazione degli arabi in Sicilia, (p.27-163 [Архівовано 9 липня 2014 у Wayback Machine.]) (Aghlabids only)

- Ibn Khaldoun, French trans. in De La Salle (1852-56), Histoire des Berbères et des dynasties musulmanes de l'Afrique Septentrionale 4 vols, Algiers: Imprimerie du Gouvernment. v.1 [Архівовано 9 липня 2014 у Wayback Machine.], v.2 [Архівовано 9 липня 2014 у Wayback Machine.] v.3 [Архівовано 9 липня 2014 у Wayback Machine.], vol. 4 [Архівовано 9 липня 2014 у Wayback Machine.]

- Ibn al-Athir extracts from Kamel al-Tewarikh, French trans. in De La Salle, Histoire des Berbères et des dynasties musulmanes de l'Afrique Septentrionale, 1854, v.2, App.#5 [Архівовано 9 липня 2014 у Wayback Machine.], (pp.573ff)

### Загальна література
- Julien, C.A. (1931) Histoire de l'Afrique du Nord, vol. 2 — De la conquête arabe à 1830, 1961 edition, Paris: Payot.